# Keizersrace
De Keizersrace is een schaatswedstrijd die gehouden wordt op de Keizersgracht in Amsterdam-Centrum, tussen de Leidsestraat en de Spiegelgracht. De winnaar van de race mag zich tot de volgende Keizersrace de Keizer(in) van Amsterdam noemen.

## Beschrijving
De race omvat vier categorieën:
- Meisjes tot en met 14 jaar
- Jongens tot en met 14 jaar
- Dames
- Heren

De race wordt alleen gehouden wanneer het ijs op de gracht 15 cm of dikker is. De race werd gereden in 1991, 1996, 1997 en 2012. De baan is 160 meter lang, zoals gebruikelijk bij het kortebaanschaatsen.

## Winnaars

### 2012 (11 februari)
- Keizer: Ronald Mulder
- Keizerin: Annette Gerritsen
- Keizer (junior): Jelle de Boer
- Keizerin (junior): Freya Reitsma

### 1997
- Keizer: Peter Piet
- Keizerin: Astrid Wegman

### 1996 (1 februari)
- Keizer: Rogier Pastor
- Keizerin: Marieke Overbeek

### 1991 (12 februari)
- Keizer: Martijn Kroonenberg
- Keizerin: Brenda Mes